# 塞切尼·伊什特万大学
塞切尼·伊什特万大学（匈牙利語：Széchenyi István Egyetem）是一所位于匈牙利第六大城市杰尔的公立大学，创建于1968年，校名为纪念塞切尼·伊什特万。

## 历史
1963年政府决定建立一所建筑大学。1968年改变决议，决定建立一所电信大学，大学前身交通与电信技术科学学院成立。1986年改称塞切尼·伊什特万大学。在1990年代初期，除了技术科学之外，对经济、医学和社会项目的需求也越来越大。1995年，罗兰大学在杰尔开设了一个法律课程。

## 院系

### 学院
- Apáczai Csere János学院 （页面存档备份，存于）
- Audi Hungaria自动工程学院 （页面存档备份，存于）
- Deák Ferenc法律与政治科学学院 （页面存档备份，存于）
- 农学和食品科学学院 （页面存档备份，存于）
- 建筑、民用工程和运输科学学院 （页面存档备份，存于）
- 文学院 （页面存档备份，存于）
- 健康和体育科学学院 （页面存档备份，存于）
- 机械工程、信息科学和电机工程学院 （页面存档备份，存于）
- Kautz Gyula经济学院 （页面存档备份，存于）

### 博士生院
- 法律与政治科学博士生院 （页面存档备份，存于）
- 跨学科工科博士生院 （页面存档备份，存于）
- 区域和经济科学博士生院 （页面存档备份，存于）
- Wittmann Antal跨学科植物、动物和食品科学博士生院 （页面存档备份，存于）